# Centrale nucleare di El Dabaa
La centrale nucleare di El Dabaa è una futura centrale nucleare dell'Egitto situata presso la città di El Dabaa, nel Governatorato di Matruh. La centrale sarà equipaggiata con 4 reattori VVER1200.